# Basia Trzetrzelewska
Basia Trzetrzelewska (Jaworzno, Polonia, 30 de septiembre de 1954), nacida Barbara Stanisława Trzetrzelewska y conocida popularmente como Basia es una cantante polaca. A finales de los ochenta y principios de los noventa, tuvo éxito a nivel internacional —especialmente en los Estados Unidos, Japón e Inglaterra—, por medio de canciones mezcla de jazz y pop. Gran parte de su fama la ganó durante su participación en el grupo Matt Bianco .

## Biografía
En 1969 debutó con la banda de rock local Astry. De 1972 a 1974 formó parte del grupo vocal femenino Alibabki, y en 1977 cantó con el grupo Perfect. Después de estar temporalmente en Chicago desde 1979, se trasladó al Reino Unido en 1981. Allí conoció a Mark Reilly y a Danny White, hermano del guitarrista de jazz Peter White. En 1983, los tres formaron el grupo de jazz-pop Bronze —denominado luego Matt Bianco— y grabaron el álbum Whose side are you on? (1984); este álbum, que incluyó los éxitos «Get out of your lazy bed» y «Half a minute», obtuvo disco de oro en Gran Bretaña.
En 1985, tanto ella como White abandonaron Matt Bianco para lanzarse en sus carreras en solitario. En 1987, su primer álbum, Time and tide, vendió más de un millón de copias solamente en Estados Unidos; su hit homónimo figuró en las listas de la Billboard. Su siguiente álbum, London Warsaw New York (1990), repitió el éxito del anterior y lanzó el hit «Cruising for bruising»; este álbum llegó a lo más alto de las listas de jazz contemporáneo, por encima incluso del álbum de Quincy Jones. El tercer álbum, The sweetest illusion, se lanzó en 1994 y vendió medio millón de copias en Estados Unidos y un millón a nivel mundial; a ese disco perteneció el éxito «Drunk on love». Su siguiente álbum fue Basia on Broadway (1995), que se grabó en vivo en el teatro Neil Simon de Nueva York. En 1998 sale al mercado Clear horizon, the best of..., con cuatro canciones inéditas, incluyendo «Waters of March», de Antonio Carlos Jobim.
Luego del lanzamiento de este último álbum, y a pesar del reconocimiento internacional, se retiró de la industria. Citó, como la razón para no sentirse a gusto cantando, la muerte de personas cercanas a ella (incluida su madre). Después de tercos esfuerzos por parte de Danny White y Mark Reilly, que ya trabajaban juntos nuevamente, accedió a unirse a un nuevo Matt Bianco, y en 2004 lanzan el álbum Matt's mood.
En 2009 lanza un nuevo álbum de estudio, It's that the girl again, que lo acompaña por una extensa gira por Europa, Asia y los Estados Unidos, de donde en 2011 desprende su último álbum de éxitos en vivo y algunos tracks de estudio: From Newport to London.

## Discografía

### Con Matt Bianco
- 1984: Whose side are you on?
- 2004: Matt's mood

### Solista
- 1987: Time and Tide
- 1990: London Warsaw New York
- 1990: The best remixes (remezclas japonesas)
- 1991: The best remixes II (remezclas japonesas)
- 1991: Brave new hope (EP)
- 1994: The sweetest illusion
- 1995: Basia on Broadway (en vivo)
- 1998: Clear horizon: the best of... (recopilación de éxitos)
- 2003: Super hits: the best of Basia (recopilación de éxitos)
- 2007: Simple pleasures (recopilación de éxitos)
- 2009: It’s that girl again
- 2010: Basia Superhits
- 2011: From Newport to London: greatest hits... and more
- 2013: Time and Tide - Deluxe 2 Cd Version
- 2015: London Warsaw New York - Deluxe Edition
- 2018: Butterflies

- Datos: Q444573
- Multimedia: Basia Trzetrzelewska / Q444573